# Enfrentamientos entre el Frente 22 de las FARC-EP y los paramilitares
Los enfrentamientos entre el Frente 22 de las FARC-EP y los paramilitares entre los años 1980 y la primera década del siglo XXI forman parte del conflicto armado interno en Colombia. En las provincias de Rionegro y Bajo Magdalena del noroccidente cundinamarqués, guerrilleros y paramilitares forzaron a miles de sus habitantes a abandonar sus tierras, y causaron la muerte de un número indeterminado de militantes y civiles.
En 1982 se creó el Frente 22 de las FARC-EP que se ubicó en los municipios del norte de Cundinamarca con el objetivo de financiar al Comando Conjunto Central de esa guerrilla. Este grupo cometió secuestros y extorsiones en las zonas bajo su dominio. Las Autodefensas de Cundinamarca, comandadas por Luis Eduardo Cifuentes, alias El Águila, utilizaron la fuerza para apropiarse de los negocios ilegales en la zona, desplazando a miles de personas.
A finales de los ochenta El Águila llegó a Cundinamarca y acordó una especie de pacto de no agresión con las FARC-EP. Los paramilitares se quedaron en el municipio de Yacopí, mientras los guerrilleros mantenían el control de La Palma. A mediados de los años 1990 este pacto se rompió porque los subversivos asesinaron a 12 paramilitares en Caparrapí. Desde entonces se presentaron enfrentamientos entre guerrilleros y paramilitares que se intensificaron en 2002.
Aunque para 2005, los grupos guerrilleros y paramilitares habían sido desvertebrados, uno por las fuerzas militares y el otro producto de la desmovilización, hasta por lo menos 2008 las FARC-EP permanecieron en La Palma.

## Desarrollo

### Frente 22 de las FARC-EP
En 1982, tras la séptima conferencia de las FARC-EP en el departamento del Meta, los miembros del Secretariado de esta organización crearon el Frente 22. Este se ubicó en los municipios cercanos a Bogotá y su función principal fue suministrar recursos a esta guerrilla.
Anteriormente, la guerrilla ya contaba en la zona con el frente 11, ubicado en Yacopí desde 1970. Éste fue reemplazado por el frente 22, que originalmente estaba formado por 40 miembros. En 1998, las FARC-EP decidieron que uno de sus objetivos era controlar la Cordillera Oriental para acercarse de Bogotá. Fue así que se conformó su Comando Conjunto Occidental, comandado por Carlos Osorio Velásquez, alias Marco Aurelio Buendía, quien había iniciado su accionar en La Uribe (Meta) 18 años atrás. 
Marco Aurelio Buendía llegó a Cundinamarca el primero de septiembre de 2001 y creó el bloque de occidente de las FARC-EP para cercar a Bogotá. La guerrilla envió grupos de cinco o seis guerrilleros, que para no ser detectados llegaban discretamente. Una vez conocían el terreno y convencían a varios campesinos de unirse a ellos, se reunían con el resto de los miembros del frente y asaltaban estaciones de policía.
Para el 2000, el Frente 22 fue el que más dinero aportó a las FARC-EP. Mensualmente entregaba 500 millones de pesos aproximadamente, que obtenían producto del secuestro y el robo. En abril de ese año, más de 200 pobladores de la inspección El Dindal en Caparrapí, tuvieron que partir luego de un enfrentamiento entre guerrilleros y paramilitares al mando de Luis Eduardo Cifuentes, alias El Águila. A raíz de ese desplazamiento, las tropas de la Decimotercera Brigada del Ejército, iniciaron operaciones en la zona. En mayo el Ejército dio muerte a diez guerrilleros, entre ellos dos menores de edad, desmantelando un campamento. Durante la balacera un murió un soldado y otro quedó herido. Además fue allada una fosa común con el cadáver de una mujer que al parecer había sido plagiada un mes atrás.
Según la Fundación País Libre, sólo en 2003 al frente 22 de las Farc se le atribuyeron 21 secuestros y al menos un centenar de casos de extorsiones permanentes.
La columna Esteban Ramírez del Frente 22, robó en dos oportunidades la Caja Agraria de La Palma. La primera vez en 1999 contrataron una banda de criminales que robaron 70 millones.

### Paramilitarismo

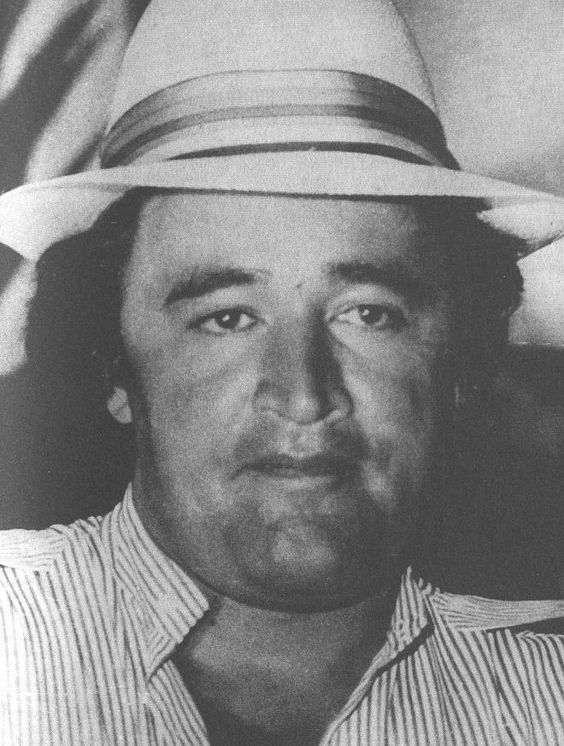
Gonzalo Rodríguez Gacha en los años 1980.

A inicios de los años ochenta, aparecieron en la región grupos de autodefensa, impulsados por el narcotraficante Gonzalo Rodríguez Gacha, alias El Mexicano oriundo de Pacho. Al mismo tiempo, el frente 22 intensificaba los secuestros y las extorsiones.
Los grupos de autodefensa relacionados con El Mexicano, se ubicaron en municipios como El Peñón, Guaduas, La Palma, San Cayetano, Vergara, Yacopí, Paime, Pacho y Puerto Salgar. Al final de esa década, las autodefensas de Cundinamarca se asentaron en Yacopí y las FARC-EP en La Palma.
Tras la muerte de Rodríguez Gacha en diciembre de 1989, sus grupos paramilitares se desintegraron. Este hecho fue aprovechado por el Frente 22 de las FARC-EP para ampliar su presencia en la zona. 
En 1991 murió el jefe paramilitar Henry Pérez y las Autodefensas de Puerto Boyacá quedaron a cargo de Luis Antonio Meneses alias Ariel Otero, que en diciembre de 1991 se desmovilizó. En 1994, sin embargo, Arnubio Triana Botalón, hizo un acuerdo con otros dos grupos paramilitares para defender al Magdalena Medio, Boyacá y Cundinamarca de la guerrilla.

#### Luis Eduardo Cifuentes, alias El Águila
En este contexto, Luis Eduardo Cifuentes, alias El Águila, puso bajo su mando a Zipaquirá, Pacho, Llano Mateo, La Palma, Topaipí, Caparrapí y Yacopí, con este último pueblo como sede de su grupo. El Águila instauró un acuerdo de no agresión con las FARC-EP, sin embargo la guerra entre los dos bandos se inició cuando la guerrilla asesinó a doce paramilitares en Caparrapí.
Paradójicamente, El Águila provenía de los núcleos políticos de las FARC-EP y había sido secretario de la Juventud Comunista Colombiana. Fue obligado a ingresar a las autodefensas en 1986 por orden de Henry Pérez. Recibió entrenamiento en la escuela militar financiada por el Gonzalo Rodríguez Gacha. Más tarde fundó las Autodefensas Campesinas de Yacopí, que prestaban “servicios de seguridad a las pequeñas y medianas propiedades de ganaderos y cafeteros”. Tras la toma de Yacopí por parte de las FARC-EP en 1998, El Águila unificó los grupos de autodefensas que operaban en el departamento para constituir el bloque Cundinamarca, al cual adhirió en 2003 el frente Héroes de Boyacá.
Los paramilitares se sostuvieron gracias al robo de al menos 12 millones de galones de gasolina que fueron extraídos del poliducto Puerto Salgar-Mancilla entre 2001 y 2004. Además, obtuvieron recursos producto de la extorsión, las contribuciones voluntarias y la protección a los narcotraficantes.
El Águila intentó conformar una base social en sus territorios de influencia con el fin de constituir su anillo de seguridad. Capitalizó la situación de abandono de predios para repoblar la zona con personas leales a sus fines. Destió recursos para construir redes eléctricas y vías.

### Masacres
A mediados de los noventa hubo cuatro masacres en la zona: en Topaipí con cinco víctimas en 1994; en La Palma 14 personas asesinadas en el 1995; Yacopí 5 muertos y 4 asesinatos por parte de las FARC-EP en La Peña en 1998. En las tres primeras masacres no se identificó al autor de los hechos. En 1991 las FARC-EP asesinaron a un concejal de La Peña, a un líder cívico de la vereda Hoya de Tudela, al comisario de la vereda La Hermosa y a una familia en la vereda El Potrero. En la región imperó la ley del silencio y la gente quedó confinada ya que los insurgentes prohibieron a los habitantes salir de las casas después de las seis de la tarde.
En marzo de 1999, el Frente 22 masacró a nueve habitantes de la vereda Mata de Plátano en Caparrapí. La acción fue perpetrada por 14 guerrilleros que llegaron a la calle principal y procedieron a llamar a lista a varias personas, que una vez identificadas fueron ejecutadas con un disparo en la cabeza. En la lista figuraban otros siete habitantes que se salvaron porque no se encontraban presentes.
En 2002 se intensificó la guerra entre las FARC-EP y los paramilitares. La mayoría de las víctimas eran campesinos de La Palma, donde desaparecieron más de 30 personas y fueron desplazadas más de 680. La tasa de homicidios en Rionegro fue de 100 en 2002 y 130 en 2003.

### Operación Libertad Uno y desmovilización
Por otra parte en desarrollo de la Operación Libertad Uno, ejecutada en 2003 con el fin de expulsar a las FARC-EP de las cercanías de Bogotá, El Águila prestó guías al Ejército para ubicar los campamentos de la guerrilla. Durante la operación militar en la que participaron cerca de 15 mil soldados, mataron a Marco Aurelio Buendía, a alias Rumba en que dirigía la Reynaldo Cuéllar, y a Javier JJ, jefe del frente Esteban Ramírez.
El 4 de julio, en la vereda Los Micos de Topaipí, murió José Darío Canchi, cabecilla de finanzas de la columna Esteban Ramírez, que estaba presente en la Provincia de Rionegro. Esta columna, que contaba más de 300 hombres, al mando de Marco Aurelio Buendía y alias Rumba, llegó a Cundinamarca por orden del Mono Jojoy tras el fin de la zona de distensión para sostener a los frentes 22, 42 y Policarpa Salavarrieta para lograr una arremetida contra Bogotá.
El 20 de julio, en la vereda Corrales del municipio de Guaduas, alias Luis o Julián, considerado cabecilla de finanzas del frente 22 de las FARC-EP, murió en una acción del Ejército, mientras que el 27 de agosto, en la vereda Toquiza de Medina cayó Pedro Maturana, alias Cotoplo, segundo comandante de la cuadrilla Vladimir Stivel, presente en esa zona del departamento.
A mediados de septiembre en la vereda Alto de Izacas de La Palma cayó Milton Tovar, segundo jefe de finanzas de la columna Esteban Ramírez. El 16 de septiembre, tras enfrentarse con el Ejército en la vereda Quitasol de Topaipí, fue dado de baja alias Rumba, comandante de la columna Reinaldo Cuéllar (célula de la columna Esteban Ramírez). Con esa columna Rumba adelantó acciones en las poblaciones de Albán, El Peñón, Nimaima, Nocaima, Pacho, Paime, Puerto Salgar, San Cayetano, Topaipí, Utica y Villeta. El 23 de septiembre en la vereda Cámbulos de Caparrapí cayó Andrés Pérez, alias El Peruano, segundo cabecilla del frente 22, quien fue dado de baja junto con otros dos subversivos que actuaban en Utica, Quebradanegra y la inspección de La Magdalena.
Un mes después, en la vereda Llanocuesta de Pacho fue abatido José Abel Luengas alias Pablo Morillo, comandante del frente Policarpa Salavarrieta. Morillo fue el responsable del secuestro del obispo de Zipaquirá Jorge Enrique Jiménez, y del asesinato del alcalde de Topaipí y de cuatro concejales: tres de La Peña y uno de Vergara, además se le atribuyó la destrucción de los puentes de Paso del Rejo y Charco Largo en Pacho. Entre de los documentos que tenía en su haber figuraban planes de ejecutar acciones en El Peñón, Nimaima, Pacho y Vergara.
El 31 de octubre en la vereda Quitasol de Topaipí el Ejército dio de baja a Marco Aurelio Buendía, considerado como el hombre de confianza del Mono Jojoy. Con él fueron abatidos otros ocho guerrilleros, lo que constituyó el mayor golpe de la operación Libertad Uno. Minutos después, en el mismo sector, cayeron Javier Gutiérrez, alias JJ, comandante de la columna Esteban Ramírez y Gustavo Lasso Céspedes, alias El Gato, segundo comandante de esa cuadrilla.
Gutiérrez fue el responsable del ataque a un helicóptero que llevaba una remesa de 500 millones a Topaipí y de organizar células de las FARC-EP en el occidente del departamento. Además ordenó el secuestro y asesinato de los esposos Bickenbach.
Ese mismo año, algunas de las familias que retornaron fueron nuevamente desplazadas. Las FARC-EP asesinaron a 14 campesinos y los paramilitares amenazaron a quienes se negaron a colaborarles e incendiaron fincas. Por su parte el Alcalde de La Palma abandonó su oficina.
En diciembre de 2004, las Autodefensas de Cundinamarca de alias El Águila se desmovilizaron en Yacopí. Tras el proceso de desmovilización algunos exintegrantes del Bloque Cundinamarca de las Autodefensas Unidas de Colombia volvieron a la región.

## Crímenes
Entre 1999 y 2004, fueron frecuentes en La Palma los asesinatos de campesinos, líderes y políticos. Entre los crímenes cometidos por los diferentes bandos se incluyeron torturas como asfixia y desmembramiento con motosierras. Otras víctimas fueron desnudadas, atadas y arrojadas vivas a campos llenos de hormigas, quemadas con fósforos y ácido, y sometidas a descargas eléctricas, entre otros hechos.
Un ejemplo de estos actos es el crimen contra Wilton Ávila, quien fue interceptado por los paramilitares en enero de 2000 y cuyo cuerpo fue encontrado pocos días después con signos de canibalismo. Asimismo, en 2001, los paramilitares asesinaron frente a su familia a un exconcejal de la vereda Garrapatal y en 2002 torturaron y asesinaron un hombre delante de su madre y hermanos.
También está el caso de Miriam Rosa Torres Beltrán, quien en septiembre de 2002 estaba trabajando en un restaurante del barrio “Los Puentes”, de La Palma, cuando llegaron varios paramilitares y la forzaron a subirse 
al automotor en el que se transportaban. Desde entonces, Torres estuvo desaparecida hasta septiembre de 2008, cuando su cuerpo fue exhumado en la vereda “La Cañada” de La Palma. Los paramilitares la apuñalaron en los órganos sexuales, y la violaron porque, según ellos, “tenía una relación sentimental con un guerrillero”.
Así mismo, el 24 de diciembre de 2002, murió el concejal José Alirio Macías, quien se negó a marcharse de La palma. En un retén instalado en Paime por alias ‘Diego Tucán’, jefe guerrillero de la zona. Tras asesinarlo, colocaron un letrero a su cuerpo que decía “por sapo y por ser funcionario público”.
Según el periódico El Tiempo, solo en 2002 fueron asesinadas de manera selectiva cerca de 100 personas en la región. El 80 por ciento de ellas no recibieron diligencia procesal y tuvieron que ser inhumadas en el mismo lugar donde resultaron muertas, ya que sus cadáveres no fueron levantados debido la dificultad de las autoridades para ingresar a la zona rural. Así mismo, 4 mil personas, huyeron de sus tierras por temor a ser asesinadas.

### Secuestro de monseñor Jiménez y el párroco Orjuela
El obispo de Zipaquirá y presidente del Consejo Episcopal Latinoamericano (Celam), monseñor Jorge Enrique Jiménez y el párroco de Pacho Desiderio Orjuela fueron secuestrados en la mañana del lunes 11 de noviembre de 2002 por el frente 22 de las FARC-EP que los interceptaron cuando se dirigían a celebrar unas confirmaciones religiosas en la vereda de San Antonio de Aguilera (Topaipí).
Los secuestradores le salieron al paso al carro que los transportaba poco antes de llegar a destinación, y obligaron a los religiosos a internarse en el monte. Poco antes de la media noche a la zona ya habían llegado varios batallones del ejército. A los militares se unió la Policía Cundinamarca y oficiales de la Dirección de Inteligencia de esa institución. En total eran más de 800 hombres.
Esa concentración de esfuerzos llevó al atardecer del miércoles al ejército a efectuar un operativo en Caparrapí. En ese municipio capturaron al jefe de comunicaciones del frente 22, y al mismo tiempo, en el municipio de El Peñón, incautaron varios equipos de comunicaciones. Ello permitió a los militares romper las comunicaciones internas del frente 22, lo que dejó a los secuestradores incomunicados y sin posibilidad de obtener refuerzos.
Entre la noche del miércoles y la madrugada del jueves se completó la información de inteligencia que permitió establecer con certeza donde se encontraban los secuestrados. En un cambuche oculto entre matorrales estaban monseñor Jiménez y el padre Orjuela, custodiados por siete guerrilleros. En cuestión de segundos las tropas del ejército se tomaron el campamento. Los religiosos fueron rescatados sanos y salvos.

## Desplazados
Los grupos armados desplazaron parte de la población para controlar un territorio clave para la consecución de insumos para el narcotráfico, el tránsito de secuestrados y el hurto del combustible del poliducto de Ecopetrol que atraviesa Puerto Salgar y Mancilla. La mayoría de víctimas fueron desplazadas de La Palma donde 1.136 personas se vieron obligadas a salir en 2002. Es decir, que más de la tercera parte de los desplazados de Cundinamarca salieron de este municipio.
El primer desplazamiento masivo ocurrió en agosto de 2002 cuando un grupo de paramilitares al mando de alias ‘Tumaco’ amenazó de muerte a los habitantes de la vereda Hoya de Tudela sino salían del pueblo, pues según ellos se iban a enfrentar con la guerrilla. Ese día se desplazaron 62 personas y otros habitantes fueron asesinados tras acusarlos de ser colaboradores de las FARC-EP. El 2 de octubre de 2002 los paramilitares llegaron a las veredas Garrapatal y El Hoyo en La Palma y causaron el desplazamiento de 41 pobladores. En este caso también asesinaron a algunos campesinos a quienes acusaban de ser colaboradores de las FARC-EP y en la tarde se enfrentaron con la guerrilla. De igual manera las FARC anuncio más combates contra fuerzas paramilitares.
Gustavo Lasso Céspedes, alias El Gato, y el de Luis Eduardo Cifuentes, alias El Águila. El primero jefe de finanzas de la columna Esteban Ramírez del Frente 22 de las FARC-EP y el segundo, jefe paramilitar del Bloque Cundinamarca de las Autodefensas Unidas de Colombia. Ambos beneficiados con de la Ley de Justicia y Paz, fueron los principales victimarios de La Palma.

## Robo de gasolina
Los paramilitares se enfrentaron al Frente 22 de la FARC-EP para sacarlos del territorio atravesado el poliducto Puerto Salgar-Mancilla, de Ecopetrol. Según cifras oficiales, tan solo en 2002 los paramilitares hurtaron en promedio 421 barriles de combustible diarios de este poliducto.
Tres grupos paramilitares montaron el robo de gasolina que les dejaba ganancias de hasta un equivalente a 339.380 dólares estadounidenses mensuales. Contaban con personal experto para perforar los tubos de combustibles, se repartían las ganancias del negocio contando con apoyo de funcionarios públicos y militares. Uno de los grupos eran las Autodefensas de Cundinamarca bajo el mando de El Águila que explotaban el tubo en su territorio de Caparapí, Yacopí, y La Palma. 
Estaban las de John Fredy Gallo Bedoya alias ‘El Pájaro’, que con Guaduas, como base de operación, se extendieron a Bituima, Quipile, Anapoima, San Juan de Rioseco, La Mesa, Tocaima, Apulo, Sesquilé y Beltrán. Además, los tres bloques combatían a los guerrilleros, pero convivían amistosamente en lo que el negocio se refiere, sobre todo en aquellas zonas donde las FARC-EP superaban su fuerza militar.
Tan sólo en 2002, su año récord en utilidades, los paramilitares de Cundinamarca registraron ganancias aproximadas de 4 millones de dólares estadounidenses.
Según El Águila, su grupo de autodefensas había comenzado a financiarse con el hurto de gasolina desde 1998, alternando dicha actividad con la extorsión y el servicio de vigilancia para narcotraficantes. 
En 2002 el hurto de gasolina y sus derivados en Cundinamarca correspondía a más del 10 por ciento del total de combustible robado en Colombia. Este delito no sólo favoreció a los capos paramilitares, sino que una parte de la población también compraba gasolina más barata en las redes de distribución de gasolina robada.
Tras la desmovilización de los paramilitares, las EDAS (Estructuras de Apoyo), conformadas por la Fiscalía de Colombia, la Policía, y el Departamento Administrativo de Seguridad con el apoyo de Ecopetrol implementaron una ofensiva que consiguió parar el robo de combustible en todo el país.
En La Palma, varios colonos llegaron en los años 1950. Por eso lo que se dio fueron minifundios con muchos campesinos propietarios. En el municipio hay una alta informalidad en la propiedad, por lo que gran parte de las fincas no tienen títulos registrados y más que despojo lo que hubo fue abandono masivo de tierras. Sin embargo, la tarea para la Unidad de Restitución de Tierras (el organismo creado por la Ley de Víctimas para documentar las reclamaciones de tierras de las víctimas y respaldarlas en sus demandas de restitución ante la justicia) no ha sido fácil pues tras el desplazamiento, muchas familias viven en distintas ciudades, los jóvenes no quieren volver y gran parte de las 56 veredas siguen vacías.

## Juicios
En 2014 el Tribunal de Bogotá condenó a Luis Eduardo Cifuentes El Águila, exjefe del bloque Cundinamarca de las Autodefensas Unidas de Colombia, por 180 crímenes contra la población civil. Por esos y otros crímenes, como secuestros, desplazamiento forzado, incendios y reclutamientos ilícitos, el Tribunal condenó a El Águila a la pena alternativa de ocho años de prisión contemplada en la Ley de Justicia y Paz de Colombia, y a una multa de 18.100 salarios mínimos.
Por estos hechos, el Tribunal les ordenó a El Águila y a otros cuatro miembros del bloque Cundinamarca, pedir perdón en un acto público “en uno o varios municipios en los cuales se encuentre un alto porcentaje de las víctimas o en el lugar reconocido por ellas como escenario de vulneración a sus derechos”.
Pese a que con esta condena saldó sus cuentas en Justicia y Paz, El Águila no logrado quedar libre debido a que en agosto de 2014 fue cobijado por una disposición judicial por el secuestro y asesinato de Humberto Sarmiento Villate, crimen que según testigos habría planeado y financiado El Águila desde la cárcel La Picota con el fin de pedir $5.000 millones de pesos colombianos por la liberación de la víctima.

## Centro regional de atención a víctimas de La Palma

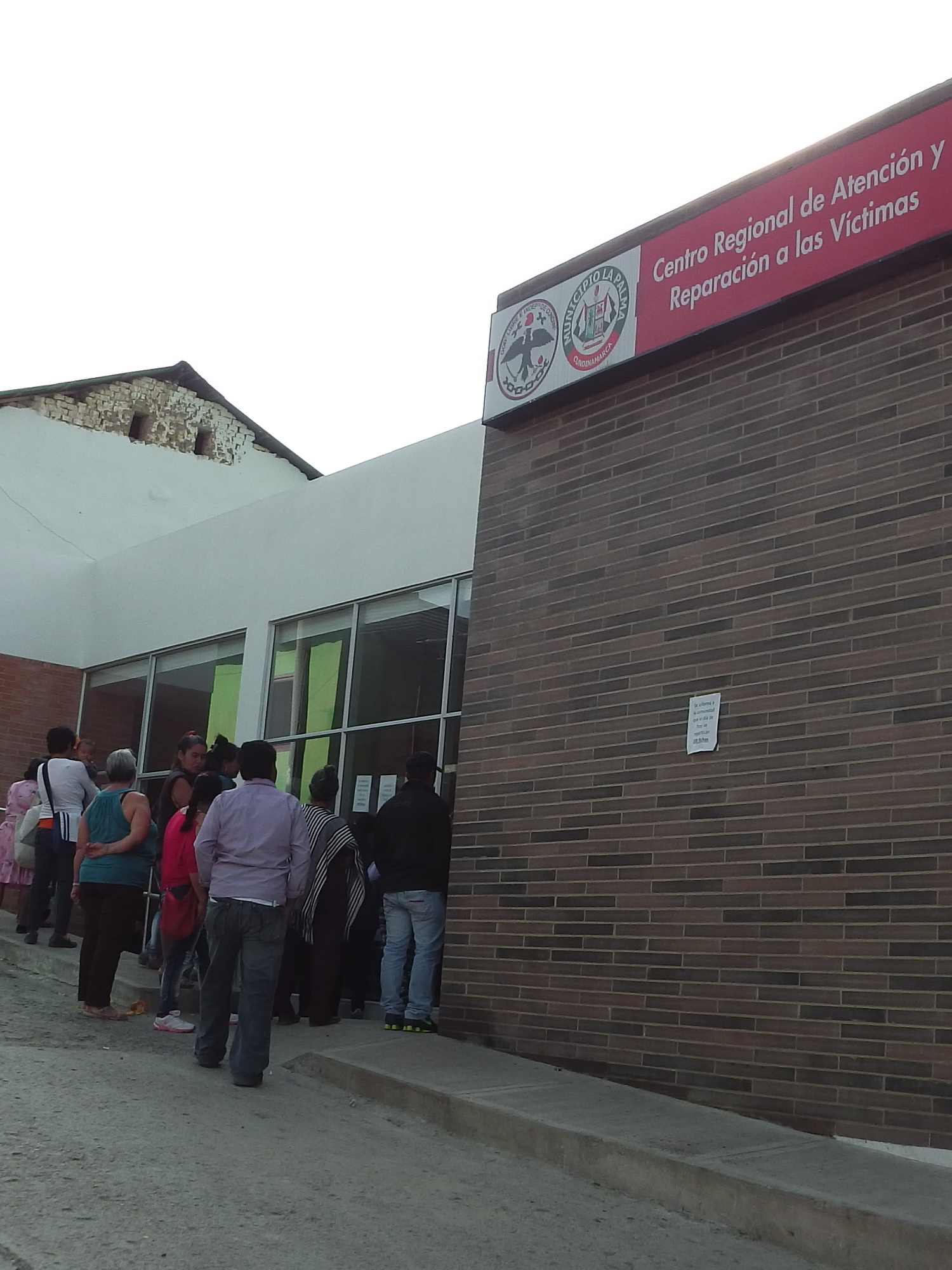
Centro regional de atención a víctimas de La Palma.

En La Palma, varios colonos llegaron en los años 1950. Por eso lo que se dio fueron minifundios con muchos campesinos propietarios. En el municipio hay una alta informalidad en la propiedad, por lo que gran parte de las fincas no tienen títulos registrados y más que despojo lo que hubo fue abandono masivo de tierras. Sin embargo, la tarea para la Unidad de Restitución de Tierras (el organismo creado por la Ley de Víctimas para documentar las reclamaciones de tierras de las víctimas y respaldarlas en sus demandas de restitución ante la justicia) no ha sido fácil pues tras el desplazamiento, muchas familias viven en distintas ciudades, los varios jóvenes no quieren volver.
En diciembre de 2015 fue inaugurado el centro de regional de atención a víctimas de La Palma. El centro atiende a las víctimas de los municipios de El Peñón, Caparrapí, Útica, La Peña, Pacho, Paime, La Palma, Yacopí y Topaipí que representan aproximadamente 14.700 víctimas.
La Unidad para las Víctimas invirtió alrededor de 1.041 millones de pesos colombianos, para la construcción del edificio, mientras que la alcaldía de La Palma dispuso de $249 millones aproximadamente. El centro regional cuenta con un área de 600 metros cuadrados.
Entre 2012 y 2015, la Unidad para las Víctimas realizó una inversión de 7.379 millones de pesos en La Palma. Se entrgaron 1.038 indemnizaciones, con una inversión de 5.497 millones y se destinaron 1.874 millones en concepto de atención humanitaria para más de 3.000 víctimas.